# بوز آلن همیلتون
بوز آلن همیلتون (به انگلیسی: Booz Allen Hamilton) شرکت مشاور مدیریت آمریکایی است، که در زمینه ارائه خدمات و سرویس‌های امنیتی، مدیریت فناوری اطلاعات، صنایع دفاعی، مهندسی سیستم، مدیریت تغییرهای سازمانی، مدل‌سازی و شبیه‌سازی کامپیوتری، تجزیه و تحلیل اقتصادی، برنامه‌ریزی استراتژیک و مدیریت اطلاعات فعالیت می‌نماید.
این شرکت در سال ۱۹۱۴ توسط ادوین بوز تأسیس شد و در سال ۱۹۳۶ در پی پیوستن جیمز آلن و کارل همیلتون، نام آن به بوز آلن همیلتون تغییر پیدا کرد. این شرکت هم‌اکنون بزرگترین شرکت مشاور مدیریت ایالات متحده می‌باشد، که ۹۹٪ درصد از درآمد سالیانه خود را، از طریق قراردادهایش با دولت فدرال ایالات متحده آمریکا، تأمین می‌کند. شرکت بوز آلن همیلتون در سال ۲۰۱۲ در رتبه چهارم از بزرگترین شرکت‌های مشاوره جهان جای گرفت.
دفتر مرکزی این شرکت در شهر تایسونز کرنر، فرفکس، ویرجینیا، ایالات متحده آمریکا قرار دارد و بخشی سهام آن در بازار بورس نیویورک معامله می‌شود. اکثریت سهام بوز آلن همیلتون متعلق به شرکت سرمایه‌گذاری کارلایل گروپ می‌باشد.